# Trégueux
Trégueux (tiếng Breton: Tregaeg) là một xã của tỉnh Côtes-d'Armor, thuộc vùng Bretagne, tây bắc Pháp.

## Dân số
Người dân ở Trégueux được gọi là Trégueusiens.